# B trolibusz (Varsó)
A varsói A jelzésű trolibusz a Trębacka és a Łazienkowska között közlekedett. A viszonylatot a Miejskie Zakłady Komunikacyjne w Warszawie üzemeltette. A járműveket a Łazienkowska kocsiszín állította ki. 1946. január 5-én indultak meg a trolibuszok a vonalon. A trolibuszjárat 1948. november 28-án megszüntetésre került. Szerepét az 53-as trolibusz vette át.

## Útvonala
| Łazienkowska felé | Trębacka felé |
| --- | --- |
| Trębacka – plac Piłsudskiego – plac Małachowskiego – Kredytowa – Jasna – Zgoda – Bracka – plac Trzech Krzyży – Aleje Ujazdowskie – Piękna – Myśliwiecka – Łazienkowska | Łazienkowska – Myśliwiecka – Piękna – Aleje Ujazdowskie – plac Trzech Krzyży – Traugutta – Mazowiecka – plac Powstańców Warszawy – Szpitalna – Bracka –Zgoda – Jasna – Kredytowa – plac Małachowskiego – plac Piłsudskiego – Trębacka |